# Венеційська комуна

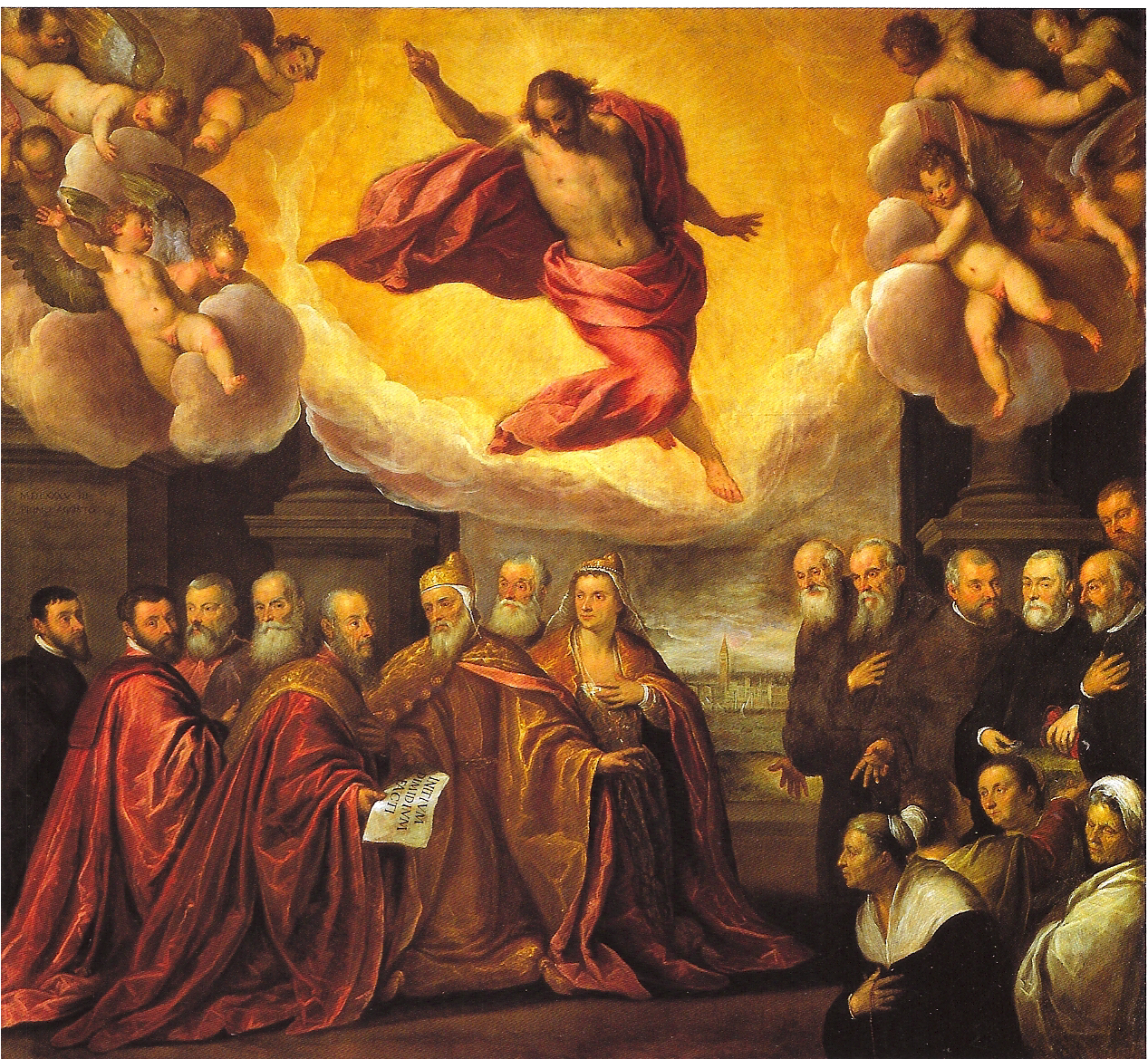
Дож Реньєро Дзено разом з Радою мудреців засновують ораторію Крочіфері в 1268 році. Картина XVI століття.

Венеційська комуна (лат. Commune Veneciarum, італ. comune di Venezia) — назва уряду Венеційської республіки з 1143 року. Влада Венеційської комуни, подібно до інших середньовічних міст, базувалась на владі народних Загальних зборів, які у Венеції називалися Concio. Складалась з представників міського патриціату, організованих в систему колективних державних органів, зокрема Велику раду, Малу раду, Сенат і Раду сорока.

## Опис
На відміну від інших італійських міст, Венеційська республіка зберегла деякі пережитки інституту монархічної влади, яку уособлювали дожі (герцоги) і виборні органи Венеційської комуни були покликані її обмежувати. Ядро керівних органів більшості італійських міст того часу складалось з стародавніх патриціанських родин, які утворили нову купецьку аристократію. У Венеції після Закриття Великої ради (Serrata del Maggior Consiglio) в 1297 році така купецька аристократія фактично перебрала владу на себе, залишивши народним Загальним зборам номінальні функції.
До 1423 року Венеційська комуна продовжувала діяти від імені Республіки як найвищий представницький орган суверенітету держави — включаючи дожа, Малу раду при дожі та глав Ради сорока. Скасування Загальних зборів (Concio) у Венеції в 1423 році покінчило з останнім залишком муніципальних установ, і вищий владний орган Республіки отримав назву Венеційська синьйорія (Serenissima Signoria).